# Pterygotus
Pterygotus es un género extinto de euriptérido, el segundo más grande que se ha descubierto (2,3 metros), tras Jaekelopterus. Vivió desde el Silúrico hasta el Devónico Medio.

## Características

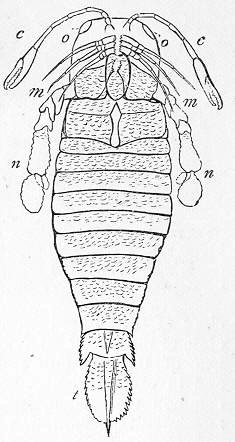
Pterygotus anglicus

Una de sus especies fue el artrópodo más grande que ha existido. Podía alcanzar una longitud de 2,3 metros, tenía un par de grandes ojos compuestos, así como también otro par de ojos más pequeños en el centro de la cabeza, y 4 pares de patas, y un quinto par modificado para nadar, y un par de apéndices para atrapar las presas. Los últimos segmentos contenían los órganos reproductores del animal. 
Los ojos más grandes del Pterygotus sugieren que poseía una visión muy desarrollada. Usaba su par de patas modificadas para nadar, y su cola como una tercera aleta. Algunos artistas han reconstruido escenas violentas del Pterygotus capturando peces primitivos, de los que se alimentaba.

## Registro fósil
Los fósiles de Pterygotus son relativamente comunes, pero hallar su esqueleto completo es raro. El primer Pterygotus apareció en el periodo Silúrico, y el último se extinguió a mitad del Devónico. Están relacionados con el gran Jaekelopterus, y con Slimonia, de agua dulce. Los fósiles han sido encontrados en todos los continentes, menos en la Antártida.
Pterygotus fue de las primeras especies de "escorpiones" marinos (euriptéridos); las siguientes fueron más pequeñas y más débiles. El declive de los grandes euriptéridos quizá se debió a su lentitud y a su vulnerabilidad al ataque de peces depredadores más grandes, como Dunkleosteus.

## Historia natural
Fue uno de los principales depredadores en la mares del periodo Paleozoico. Vivió en las áreas costeras, cazando peces, trilobites y otros animales usando sus pinzas. Podía sorprender a su presa acechando enterrado en la arena, y cuando un pez u otra presa pasara, lo agarraba por sorpresa con sus pinzas.
A diferencia de otros euriptéridos más pequeños, como Megalograptus, Pterygotus no podía ir a tierra para su reproducción. Pero podía migrar a aguas más dulces, de ríos y lagunas, por la necesidad de más pescado.
Pterygotus fue un nadador experto, podía nadar de diversas formas, y movía la parte plana de arriba abajo, como la cola de las ballenas actuales. Podía acelerar y estabilizarse usando las patas.

## En la cultura popular
Aparece en el documental de la BBC Walking with monsters matando a un Brontoscorpio que perseguía a una especie de pez antiguo del periodo Devónico llamado Cephalaspis.